# 跨性別懷孕
跨性別懷孕是指跨性別人士孕育一個或多個胚胎或胎兒的過程。截至2023年，這種可能性僅限於出生時具有女性生殖系統的人士。然而，與性別過渡轉變相關的治療可能會對生育能力產生影響。跨性別男性和非二元性別人士如果希望懷孕，他們將面臨社會、醫療、法律和心理方面的問題。由於子宫移植目前仍處於實驗階段，且尚未成功在跨性別女性身上進行過，因此她們目前無法懷孕。

## 跨性別男性

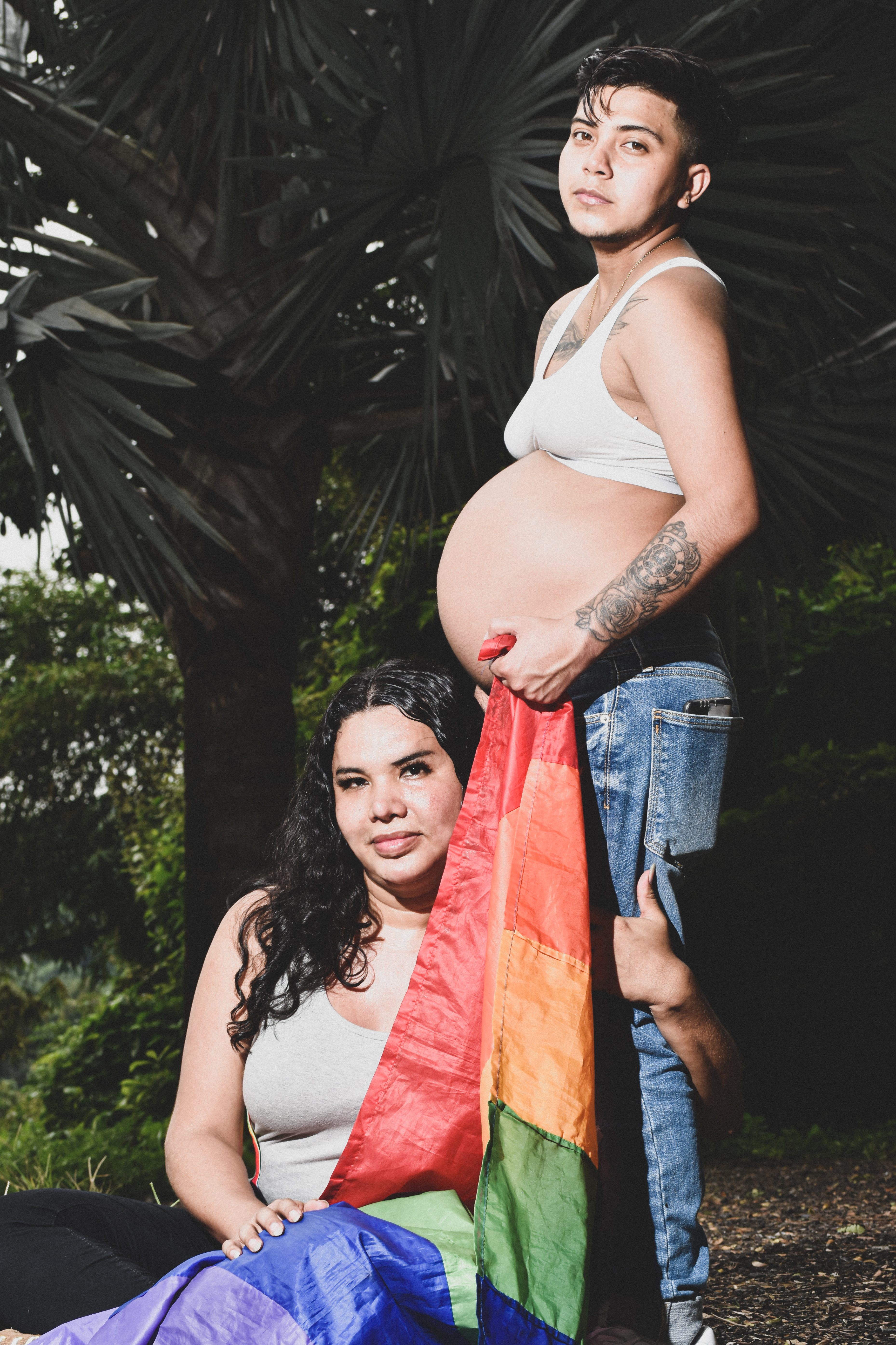
懷孕的跨性別男性馬達度（Fernando Machado）和他的跨性別妻子羅迪莉蓮斯（Diane Rodríguez）。

保留正常功能的卵巢和子宮的跨性別男性是有可能妊娠的，就像托马斯·贝蒂的案例一樣。不論之前是否進行了性別肯定激素治療（HRT）治療，懷孕和分娩過程通常與順性別女性相似。分娩方式包括陰道分娩和剖腹產等傳統方法，患者的個人偏好應該被考慮在內，以減少與某些身體變化和感覺相關的性別焦慮感。研究顯示，先前的HRT使用可能不會對卵巢刺激結果產生負面影響，無論是否有使用過睾酮的歷史，跨性別男性之間的卵泡功能標誌物或卵母細胞成熟度沒有顯著差異。
在眾多可供選擇的跨性別相關療法中，包括手術和醫學干預，有些療法可以保留生育能力，而其他療法可能會損害懷孕能力（包括雙側输卵管卵巢切除或子宮全切除）。

### 男性化賀爾蒙療法的影響
將胎兒暴露於過高水平的外源性睾酮可能會損害未出生的孩子，尤其是女性胎兒的泌尿生殖系統。這在第一孕期尤其重要，因為許多懷孕在此時尚未被發現。以往對婦女懷孕的研究表明，高水平的內源性雄激素與出生體重減輕有關，然而在子宮內接受過睾酮治療（HRT）的跨性別人士如何影響出生體重尚不清楚。未來的懷孕可以通過卵子冷凍保存來實現，但這個過程可能會增加性別認同困擾，或者由於缺乏保險資金而無法進行。
此外，接受性別肯定激素治療（HRT）的患者可能會出現閉經（常見的HRT副作用），由於缺乏定期的月經週期，早期懷孕的識別可能會面臨額外的挑戰。例如，如果錯過了可能導致懷孕的月經週期，患者可能無法及時發現懷孕。因此，在進行性別認同照護期間，患者和醫護人員之間的全面討論生育目標、家庭計劃和避孕選項非常重要。許多計劃懷孕的跨性別男性在停止使用睾酮（HRT）後的六個月內成功受孕。停用性別肯定激素治療（HRT）後，睾酮對生殖道的影響可能部分或完全恢復。
性別肯定激素治療（HRT）會對跨性別男性逐漸降低生育能力。持續使用睾酮會抑制卵巢週期和子宮週期，這些週期本來會導致卵母細胞成熟、排卵和月經的進行。HRT中的睾酮治療還會導致陰道和子宮萎縮。睾酮在跨性別男性和其他跨性別男性的身上會影響卵巢，導致卵巢囊腫增加，這也出現在患有多囊卵巢綜合症的生理性別女性身上。研究還顯示，患者表現出卵泡萎縮、基質過度生長以及卵巢組織被膠原蛋白替換的現象。研究的許多跨性別男性的子宮輸卵管也是封閉或部分封閉的；通常，子宮輸卵管是暢通的，可以使受精卵移動到子宮。然而，對跨性別男性的觀察和對實驗室小鼠的研究顯示，睾酮治療不會影響可用配子（卵子/性細胞）的數量。
在對美國跨性別男性的一項研究中，28.3%的受訪者表示，他們擔心因為賀爾蒙治療而無法懷孕。由於一些跨性別男性希望懷孕，提供者在開始進行HRT之前應該與跨性別男性客戶討論保留生育能力的選擇。
儘管對生育能力有影響，睾酮治療並不是一種有效的避孕方法。接受睾酮治療（HRT）的跨性別男性和非二元性別人士仍然可能懷孕，即使他們的月經已經停止。跨性別男性可能會意外懷孕，特別是如果他們漏服藥物。
跨性別男性在產後是否恢復睾酮治療（HRT）亦是重要考慮因素。目前沒有證據表明睾酮會以大量進入母乳中。然而，高水平的睾酮可能會抑制哺乳，以前的醫療指南建議跨性別男性在哺乳期間不接受睾酮治療。接受胸部重建手術的跨性別男性可能會保持哺乳能力。

### 心理健康
在跨性别人士妊娠期间，对其心理健康的特别考虑非常重要。以往的研究表明，与顺性别者相比，跨性别者更容易出现自杀倾向，而且在社会支持和家庭关系方面得到的支持较少。与此相关的是，许多跨性别人士在妊娠期间表示，卫生保健提供者的观点会对他们的医疗选择产生重大影响，许多跨性别人士更倾向于接受助产服务，而不是在医院经历分娩过程。
一些人报告称由于社会对其性别身份的接受以及在妊娠期间发生的外貌剧变（如乳房增大），他们出现了性别焦虑和孤立感。一些人感到与自己的孕育身体脱节或疏离。跨性别人士在怀孕期间可能同时出现社交性别焦虑（与他人对自己的认知有关）和身体性别焦虑（对自己身体的认知）。
对于跨性别人士来说，意外怀孕也可能对其心理健康造成危险。根据对美国18至45岁的跨性别男性的一项研究，30.5%的人报告害怕怀孕。意外怀孕可能导致跨性别人士出现严重的性别焦虑和自杀倾向。一位非二元人在自行引产时表示：
我对自己的腹部使用了钝器施力。因为我的保险不包括堕胎，我考虑过喝毒药。幸运的是，我能够获得政府保险，政府保险涵盖了这个手术，所以没有走到那一步。我百分之百愿意这样做。对我来说，死亡是比被迫怀孕更好的选择。
根据国家跨性别歧视调查，跨性别人士在产后的自杀和抑郁率高于成年人平均水平。这可能归因于缺乏社会支持、歧视以及医疗从业者培训不足等因素。

### 社會文化因素
跨性别人士，包括跨性别男性和非二元性別者，比一般人口更容易面临无家可归、食品不安全、亲密伴侣暴力和不良的童年經歷等问题。所有这些都可能影响妊娠结果。此外，跨性别人士经历较大的少數族群壓力和较高的物质使用风险，也可能因为歧视而避免就医或对医疗专业人士持怀疑态度。

### 醫療歧視
一些怀孕的跨性别男性可能会遭受歧视，这可能包括各种负面的社会、情感和医疗经历，因为妊娠被认为是一项完全女性的活动。几项研究表明，孕育胎儿的跨性别人士在接受妊娠期医疗服务方面存在意识、服务和医疗援助的缺乏。无法获得这些服务可能导致难以找到舒适和支持性的产前护理服务，并增加不安全或不健康实践的风险。

### 墮胎
意外怀孕可能导致跨性别男性或非二元性別者考虑或尝试自行引产。许多跨性别男性报告称由于缺乏安全有效的堕胎方法，他们尝试过自行引产自行引产。关于跨性别人士的堕胎率，研究结果不一。不同的研究报告称，约有12%到21%的跨性别人士的妊娠以堕胎结束。一些跨性别人士报告称，在堕胎和自杀之间做出选择，因为怀孕会导致严重的性别焦虑。

### 統計數據
根据澳大利亚医疗保险制度（Medicare）于2020年编制的数据，2016年澳大利亚有75位自我认同为男性的人通过自然分娩或剖腹产生下了孩子，2017年有40位。

## 非二元性別者
具备正常功能的女性生殖系统的非二元性別者可以生育孩子。
正在进行睾酮治疗以完成性别转换的非二元性別者必须中断性別肯定激素治療（HRT）以进行妊娠，因为睾酮是一种致畸物质。如果服用低剂量的睾酮，那么正在接受睾酮治療（HRT）的非二元性別者的意外怀孕可能更为常见。非二元性別者父母可以选择被称为“妈妈”、“爸爸”或者新创造的性别中立或非二元性別的称谓。
有关非二元性別者怀孕经历的报道或个人经历的人包括麥羅伊·米克爾森（Rory Mickelson）、布雷登·施爾澤（Braiden Schirtzinger）和瑪麗亞·麥卡錫（Mariah MacCarthy）。

## 跨性别女性

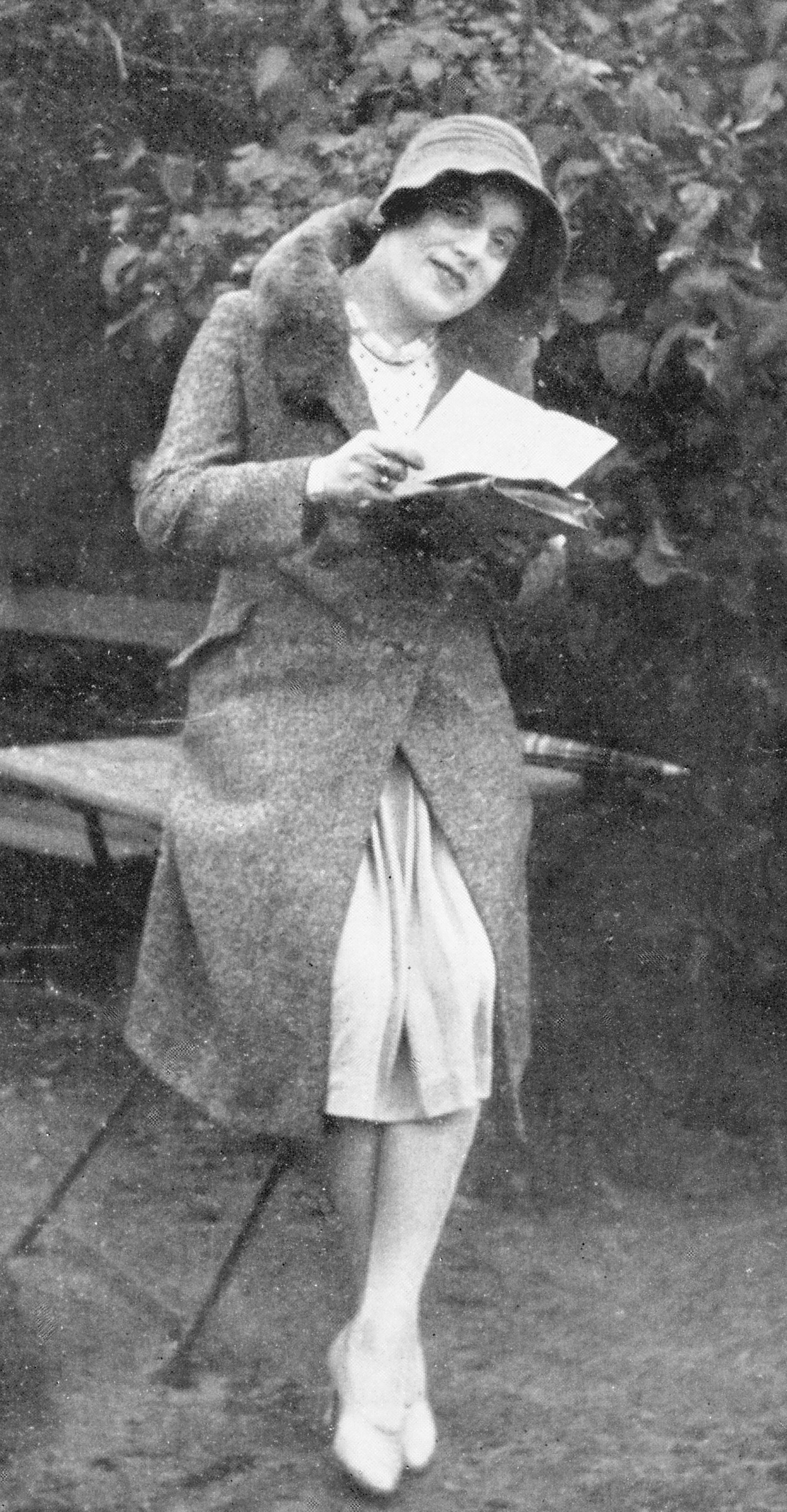
莉莉·愛爾貝（Lili Elbe）於1930年10月，即她因子宮移植手術失敗後的一年去世。

跨性別女性由于缺乏女性生殖系统，无法怀孕。截至2019年，世上尚未成功为跨性别女性进行子宫移植手术。丹麦跨性别画家莉莉·愛爾貝（Lili Elbe）在1931年因移植排斥去世，此前曾尝试进行此类手术。
子宫移植术（UTx）目前仍处于起步阶段，尚未為普羅大眾公开提供。截至2019年，已进行了42例以上的子宫移植手术（UTx），其中有12例移植子宫的妇女成功分娩。国际子宫移植学会（ISUTx）成立于2016年，拥有70名临床医生和科学家，并且目前有140名跨洲代表。
2012年，麦吉尔大学在《国际移植》（Transplant International）杂志上发表了《蒙特利尔子宫移植伦理可行性标准》（蒙特利尔标准），提出一套进行子宫移植手术的标准。这些标准因为没有在出生時被指定男性者中进行研究，只有在出生時被指定女性者可以被视为合乎伦理的移植接受者。将跨性别女性排除在子宫移植候选者之外，是因为缺乏研究来确定跨性别女性如何进行子宫移植手术，而不是本质上的禁止跨性别女性进行子宫移植。2021年，蒙特利尔标准的作者在《生物伦理学》（Bioethics）杂志上发表了一套修订后的标准，为考虑指定性別為男性者（以及其他XY染色體人士个体）是否适合接受子宫移植的伦理框架提供指导。
2020年，米基·香奈兒（Mikey Chanel）是一位患有持续性穹隆管综合征的雌雄同体跨性别女性，成功怀孕。她出生被指定为男性，在X光检查后才被发现，拥有XY染色体和身體外部男性性別特徵和内部女性生殖器官。

## 社會與文化
据报道，1583年，威爾斯博莫里斯地区有一名表现出男性性别特征的雌雄同体人士据称怀孕。
Unicode在2021年9月通过的版本14.0中引入了「怀孕男性」（Pregnant Man）和「怀孕人」（Pregnant Person）的表情符号。然而，这一举措引发了一些争议，因为有反對者认为这种表情符号是荒谬的。

## 延伸閱讀
- 跨性別權益
- LGBT抚养
- LGBT生殖（英语：LGBT reproduction）
- 男性懷孕（英语：Male pregnancy）
- 人工子宫